# Łozowa (gmina)
Łozowa – dawna gmina wiejska w powiecie tarnopolskim województwa tarnopolskiego II Rzeczypospolitej. Siedzibą gminy była Łozowa.

## Historia
Gminę utworzono 1 sierpnia 1934 r. w ramach reformy na podstawie ustawy scaleniowej z dotychczasowych gmin wiejskich: Bajkowce, Kurniki Szlachcinieckie, Łozowa, Rusianówka, Stechnikowce i Szlachcińce.
W marcu 1938 przyznano Marszałkowi Edwardowi Śmigłemu-Rydzowi honorowe obywatelstwo gminy.
Pod okupacją zniesiona i przekształcona w gminę Szlachcińce.